# The Hidden World
The Hidden World – amerykański film dokumentalny z 1958 w reżyserii Roberta H. Crandalla. Produkcją zajął się Robert Snyder, a w roli narratora wystąpił Gregory Peck. W 1959 był on nominowany do Oscara w kategorii dla najlepszego pełnometrażowego filmu dokumentalnego.
David Cort w książce Social Astonishments nazwał The Hidden World „pięknym filmem”, dodając, że „można w nim zobaczyć modliszkę o wysokości dziesięciu stóp, a widok wstrząsa najmężniejszym sercem”.